# Onegai Miwaku no Target
 Onegai Miwaku no Target  (お願い魅惑のターゲット) est une chanson du groupe de J-pop Melon Kinenbi, parue sur deux singles différents du groupe : d'abord sur un single "indépendant" en distribution limitée en 2006, puis sur un single "major" en distribution normale en 2007.

## Single indépendant
Singles de Melon Kinenbi
Nikutai wa Shōjiki na Eros
(2005) Unforgettable
(2007)
 Onegai Miwaku no Target / Crazy Happy!  (お願い魅惑のターゲット / Crazy Happy!) est un single spécial du groupe de J-pop Melon Kinenbi, sorti le 10 juin 2006 au Japon en distribution limitée, mis en vente uniquement dans la boutique officielle du Hello! Project et lors de concerts du groupe. C'est son premier single à ne plus être écrit ni produit par Tsunku. Le groupe n'avait plus sorti de disque depuis le single Nikutai wa Shōjiki na Eros sorti seize mois auparavant.
C'est un single "double face A" contenant deux chansons principales et leurs versions instrumentales. La première, Onegai Miwaku no Target, figurera en fin d'année à la fois sur une compilation du groupe, Fruity Killer Tune, et sur la compilation annuelle du Hello! Project Petit Best 7 ; elle sera remixée pour ressortir en single normal quinze mois plus tard sous le titre Onegai Miwaku no Target ~Mango-Pudding Mix~, avec une autre version remaniée en "face B". La deuxième chanson du single, Crazy Happy!, figurera quant à elle en "titre bonus" sur la compilation de "faces B" Ura Melon de 2010.
Liste des titres
1. Onegai Miwaku no Target (お願い魅惑のターゲット?)
2. Crazy Happy!
3. Onegai Miwaku no Target (instrumental) (お願い魅惑のターゲット...?)
4. Crazy Happy! (instrumental)

## Single Major
Singles de Melon Kinenbi
Unforgettable
(2007) Charisma - Kirei
(2008)
 Onegai Miwaku no Target  (お願い魅惑のターゲット, titre mentionné sur la pochette), officiellement appelé  Onegai Miwaku no Target ~Mango-Pudding Mix~  (お願い魅惑のターゲット ~マンゴープリン Mix~), est le 16e single régulier du groupe de J-pop Melon Kinenbi, sorti le 5 septembre 2007 au Japon sur le label zetima. Il atteint la 50e place du classement de l'Oricon, et reste classé pendant deux semaines.
Il contient deux nouvelles versions de la chanson Onegai Miwaku no Target sorti par le groupe en single en distribution limitée quinze mois auparavant. La première est une version remixée par Taisei et sous-titrée Mango-Pudding Mix ; elle figurera d'abord sur la compilation de fin d'année du Hello! Project Petit Best 8, puis sur la compilation du groupe de fin 2008, Mega Melon. La deuxième version, qui se rapproche de l'original, est utilisée comme générique de fin du programme télévisé musical Onryū ~On Ryu~ de la chaine TV Tokyo ; c'est cette version qui possède une version instrumentale et un clip vidéo, clip qui figurera sur la version DVD du Petit Best 8.
Ce clip vidéo a la particularité d'être un lip synch intégralement interprété en playback par quatre danseurs noirs anonymes imitant les membres du groupe ; ils figurent aussi sur la pochette du single à la place des membres, qui pour la seule fois de leur histoire n'apparaissent donc pas en couverture d'un de leurs disques ni dans un de leurs clips. Un concours de lip synching sur cette même chanson est ouvert aux fans pour le lancement du disque, dont les gagnants seront désignés par le groupe.
Liste des titres
1. Onegai Miwaku no Target ~Mango-Pudding Mix~  (お願い魅惑のターゲット ~マンゴープリン Mix~?)
2. Onegai Miwaku no Target Original new ver.  (お願い魅惑のターゲット オリジナルnew ver.?)
3. Onegai Miwaku no Target Original new ver. (instrumental) (お願い魅惑のターゲット オリジナルnew ver...?)